# La Tribune (Algérie)
Pour les articles homonymes, voir La Tribune.
La Tribune est un quotidien généraliste algérien en langue française, aujourd’hui disparu en version papier.
Journal réputé pour son sérieux, il est beaucoup plus prisé par les élites algériennes.

## Historique
Le quotidien a été lancé le 5 octobre 1995 par Hassan Bachir Cherif, Kheireddine Ameyar, Chérif Tifaoui, Djamel Djerrad, Baya Gacemi et Akram Belkaïd. 
Après le décès du directeur de la publication, Hassen Bachir Cherif dit BCH le 4 juin 2017, le journal a cessé sa parution à partir du 9 août 2017 ; à la suite d'un différend entre actionnaires du journal et de la société d'édition, Tifaoui Cherif et Djerad Djamel), Le tribunal de Sidi M’Hamed a prononcé, le 6 septembre 2017, la dissolution de la Sarl Omnium Maghreb Presse (OMP), éditrice du quotidien, avec désignation d’un liquidateur. La famille Ameyar (héritiers) a fait appel de ce jugement.
Tirage : 10 000 exemplaires